# ТЕС Фіви
38°14′12.8″ пн. ш. 22°56′56.4″ сх. д. / 38.236889° пн. ш. 22.949000° сх. д.
ТЕС Фіви — теплова електростанція у Греції, споруджена на основі використання технології комбінованого парогазового циклу. Розташована в центральній частині країни у периферії (адміністративній області) Центральна Греція, на території індустріальному парку південніше від відомого зі стародавньої історії та епосу міста Фіви.
ТЕС стала другим (після станції в Салоніки) теплоенергетичним проектом компанії Elpedison. На замовлення останньої тут встановили турбіни компанії Ansaldo: газову 94.3A4 потужністю 275 МВт та парову RHTCSF 43 потужністю 145 МВт. Два генератори постачила так само Ansaldo, тоді як котел-утилізатор виготовлено компанією Nooter Erickson.
Вода для охолодження забирається із каналу Морнос, спорудженого в Центральній Греції передусім з іригаційною метою.
Видача продукції відбувається по ЛЕП, яка працює на напрузі 400 кВ.
Вартість спорудження ТЕС становила 275 млн євро.